# Miloš Kurovský
Miloš Kurovský (18. října 1924 Ostrava - 22. října 2017 Praha) byl český výtvarný umělec, malíř a ilustrátor, známý svou unikátní uměleckou technikou a specifickou tvorbou, která se nese v duchu fantazijně laděných představ o záhadách kosmu. Je známý především „Galerií za oknem“ na Novém Světě na Hradčanech v Praze.

## Život a dílo
V mládí byl silně ovlivněn filozofií Imanuela Kanta, George Hegela, Friedricha Nietzche, Arthura Schopenhauera a dalších, což se projevilo v námětech jeho umělecké tvorby.
Po druhé světové válce se přestěhoval do Prahy, kde se zabýval módním návrhářstvím, fotografií a výtvarnou tvorbou. V roce 1964 letech založil v Dubrovníku „Mezinárodní sdružení výtvarníků a literátů“, registrované pod UNESCO, jehož byl předsedou. Ve druhé polovině 60. let pravidelně vystavoval jako jeden z prvních „pod širým nebem“ ve Františkánské zahradě, v proluce u Národního divadla a na Karlově mostě v Praze; tyto akce se těšily velkému zájmu veřejnosti i sdělovacích prostředků. 
Začátkem 70. let 20. století objevil novou, unikátní techniku – kombinaci pastelu, veluru a speciálního pojidla, která mu umožnila dosáhnout v obrazech hlubokého matu, který nepůsobí rušivě ani při silném osvětlení.
V polovině 70. let otevřel galerii v Panské ulici, kde se scházeli jak jeho přátelé, zejména hudebníci, tak i široká veřejnost. V 70. a 80. letech uspořádali přátelé a jeho příznivci řadu neoficiálních výstav v zahraničí, např. v Německu, Itálii, Spojených státech amerických, Novém Zélandu. Oficiální výstavy prostřednictvím Artcentra proběhly ve Stockholmu a v Západním Berlíně. Jeho neobvyklé iniciativy se nesetkávaly s pochopením českých úřadů. Svou první oficiální výstavu v České republice měl až v říjnu 1993.
Doma se mohla veřejnost s jeho dílem seznámit v „Galerii za oknem“ na Novém Světě na Hradčanech, kam se autor přestěhoval v roce 1978. Články o této mimořádně působivé a jedinečné galerii se objevovaly v zahraničních novinách, časopisech a turistických příručkách.

Tvorba Miloše Kurovského nese prvky science fiction, symbolismu, religiozity a irrealismu.  Dle slov autora: „Irrealismus je abstraktní představa, která však má určitou logiku, je to skutečno v neskutečnu“. Na rozdíl od surrealismu – surrealistický obraz vzniká v podvědomí, není kontrolován rozumem, postrádá logiku, je anomální, někdy až šokující.

## Výstavy (výběr)
- 1966 Malá jarní výstava obrazů Miloše Kurovského, Praha, Františkánská zahrada, březen 1966
- 1993 Praha, Ústav makromolekulární chemie
- 1999 Obrazy z nového milénia, Chomutov, výstavní síň SKKS Chomutov, 6. 12. 1999
- 1999 Praha, Muzeum policie ČR
- 2006 Praha, VZP ČR
- 2014 Malíř z Nového Světa, Praha, Jindřišská věž, 15. 10. – 18. 11. 2014
- 2014 Praha, Kávovarna (pasáž Lucerna), 23. 11. – 21. 12. 2014
- 2015 Chomutov, galerie Lurago
- 2016 Imaginární svět Miloš Kurovského, Praha, Knihkupectví, kavárna a galerie Řehoře Šamsy, 6. 3. – 2. 4. 2016
- 2016 Obrazy Miloše Kurovského, Karlovy Vary, krajská knihovna 3. 5. – 28. 6. 2016
- 2017 Miloš Kurovský – Okno z Nového Světa, Malšice, Želeč, 18. 3. – 30. 4. 2017
- 2019 Miloš Kurovský, Tábor, Galerie U Radnice, 7. 3. – 26. 4. 2019
- 2021 Praha, Karlin Studios
- 2022 Démoni u Fausta, Praha, Faustův dům, 4. 4. – 29. 4. 2022
- 2024 Exkluzivní výstava ke 100. výročí narození Miloše Kurovského, Praha, Jindřišská věž, 7. 9. – 17. 11. 2024
- 2025 Malíř z Nového Světa, Praha, Senát PČR, 7. 1. – 20. 1. 2025

## Ukázky z díla

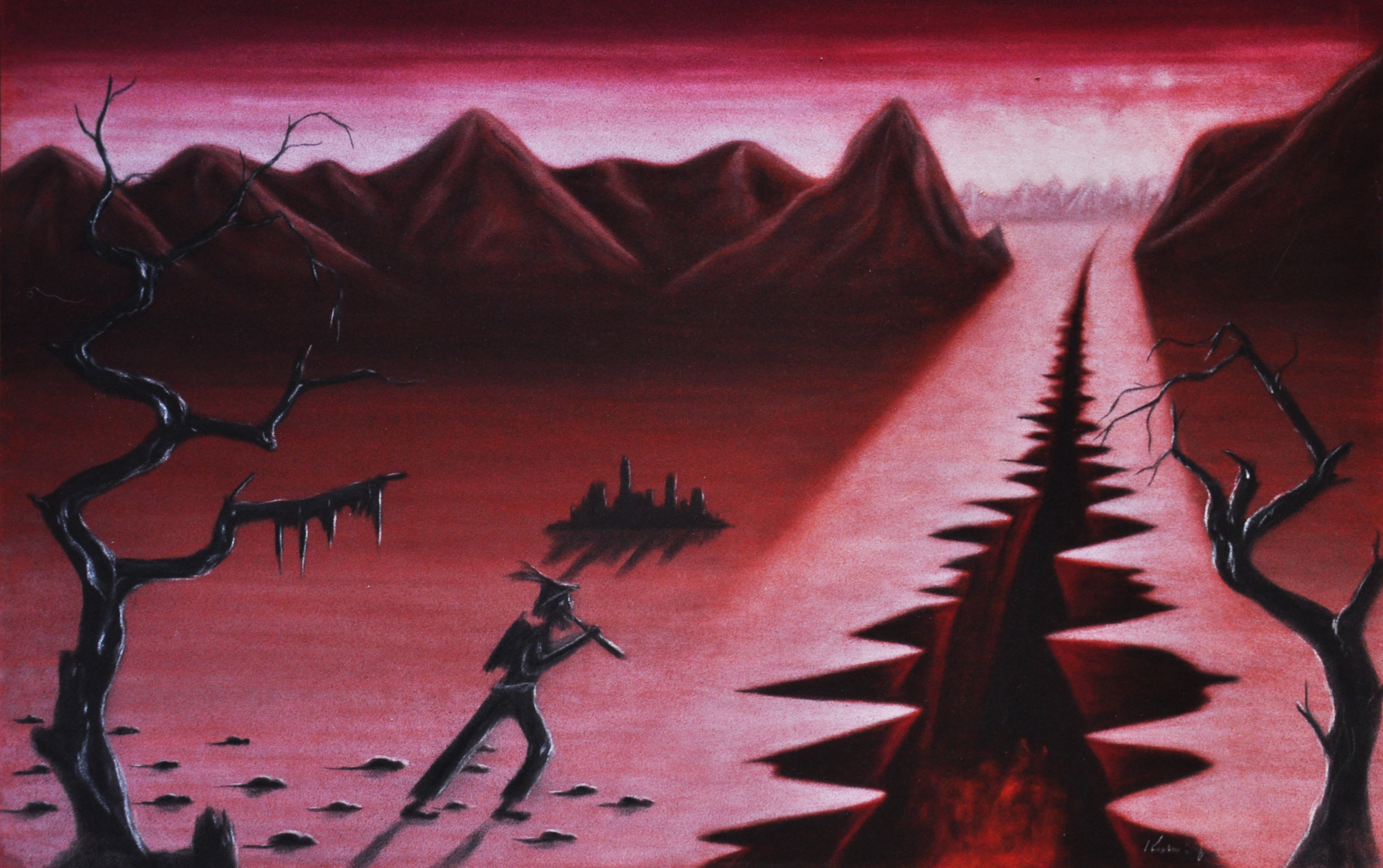
Krysař
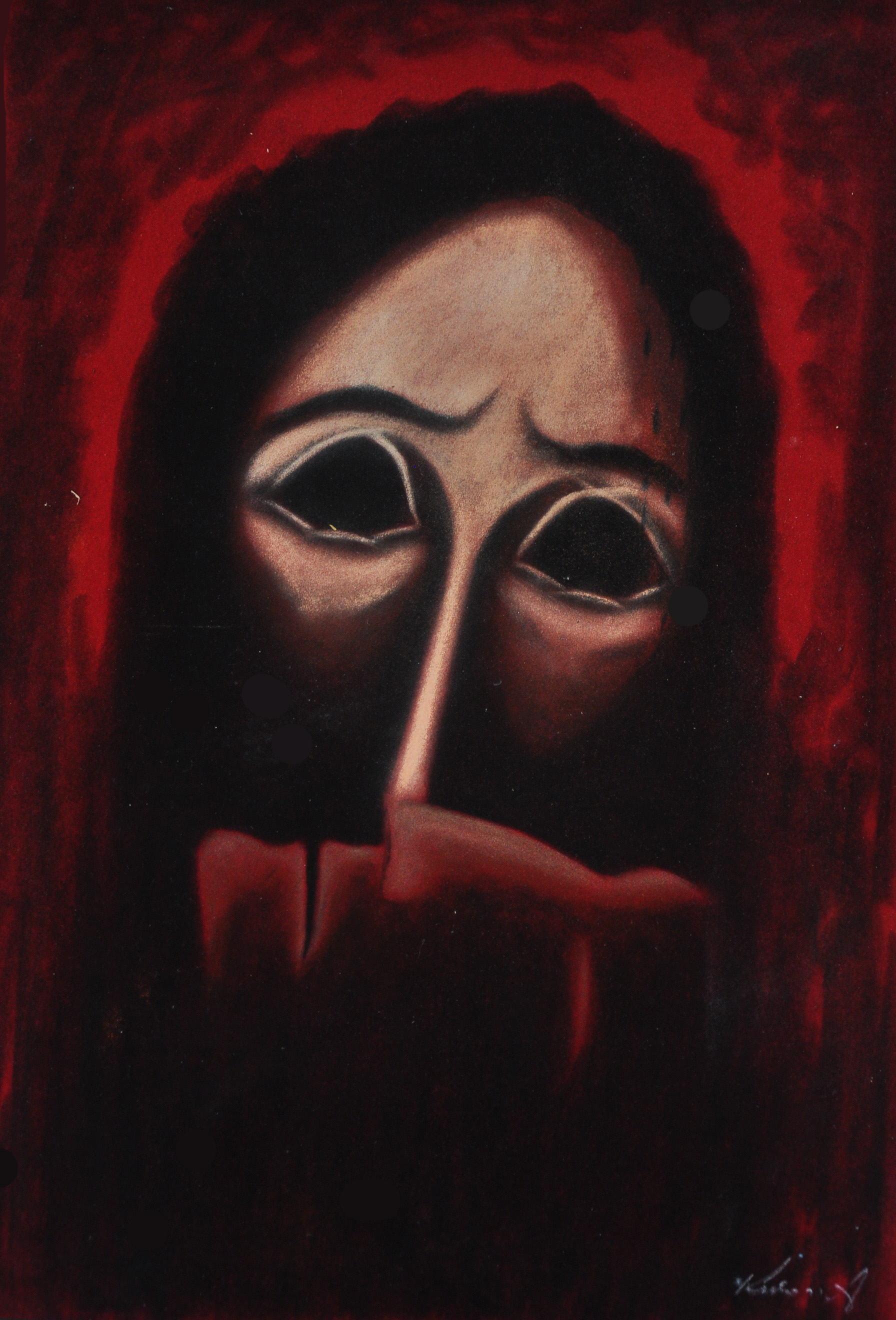
Svědomí popravčího
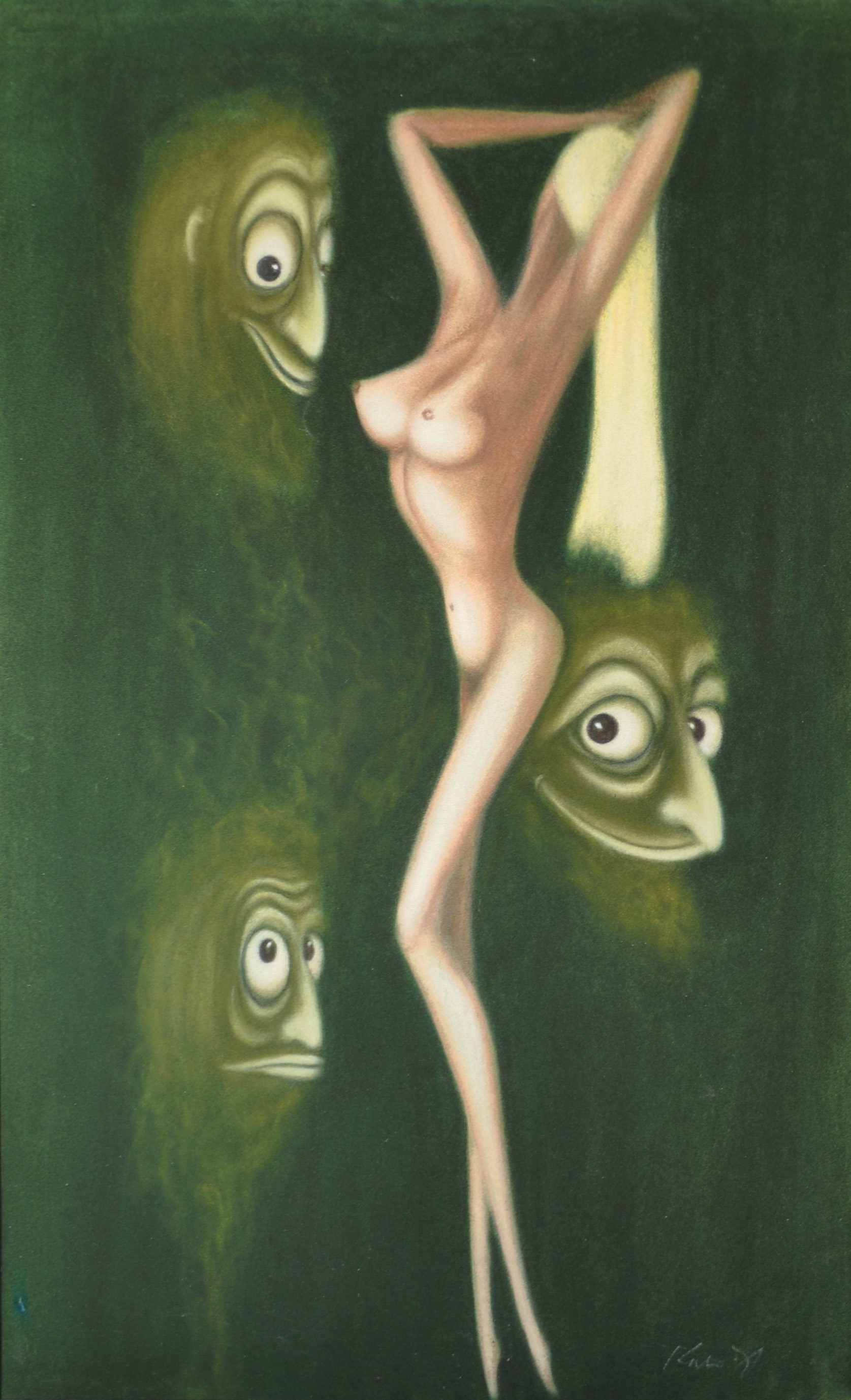
Zuzana v lázni
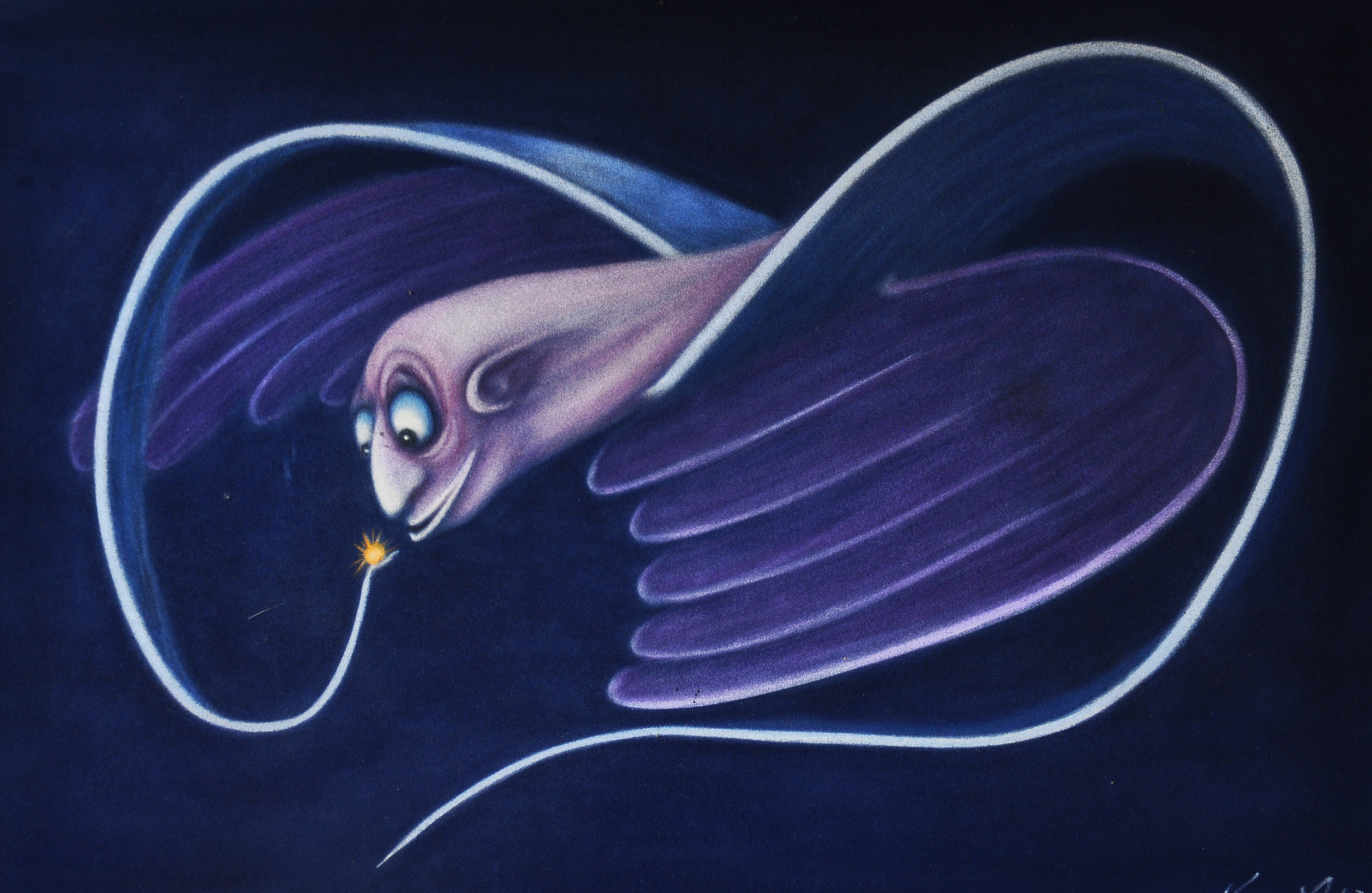
Zrození hvězdy
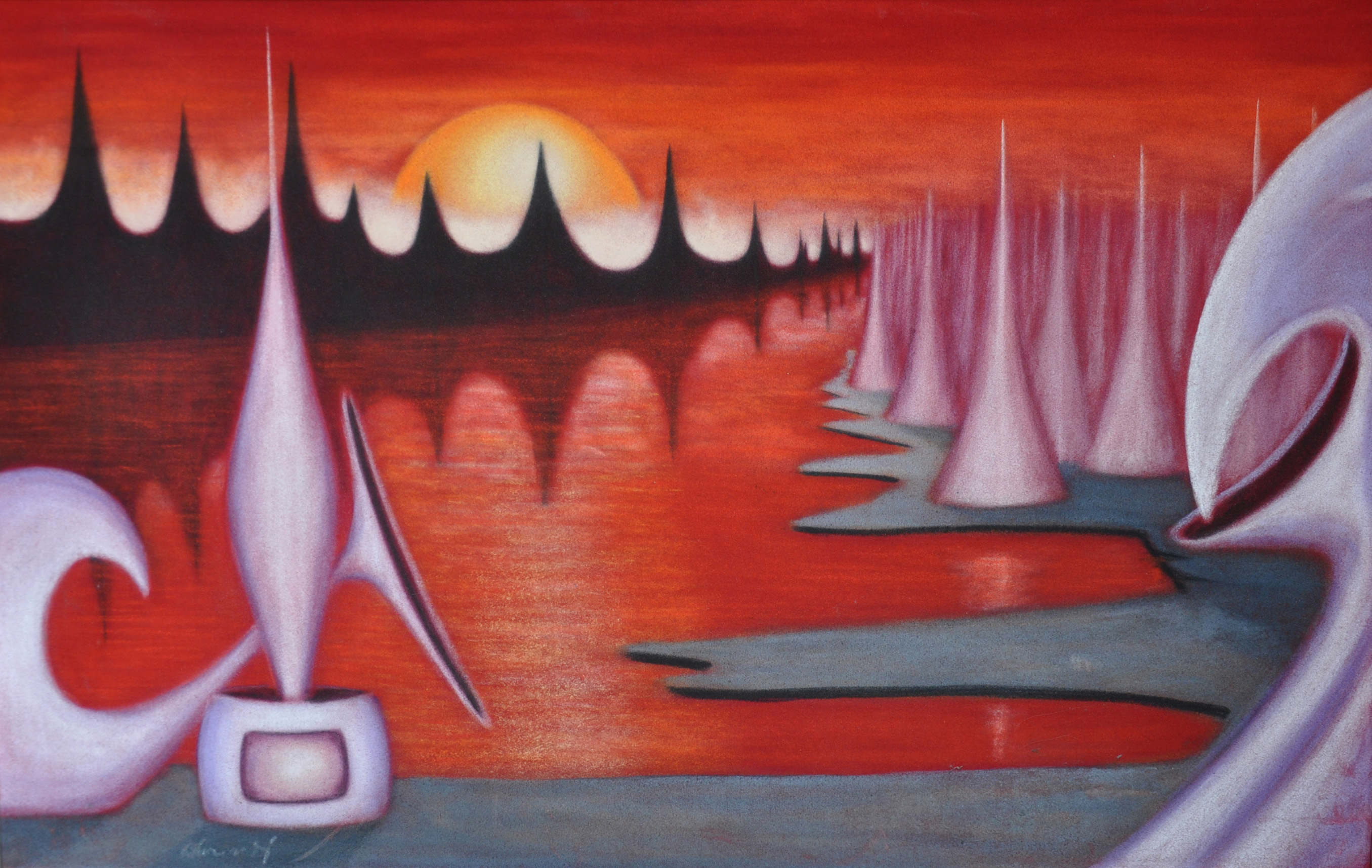
Měsíční krajina na Maratasu
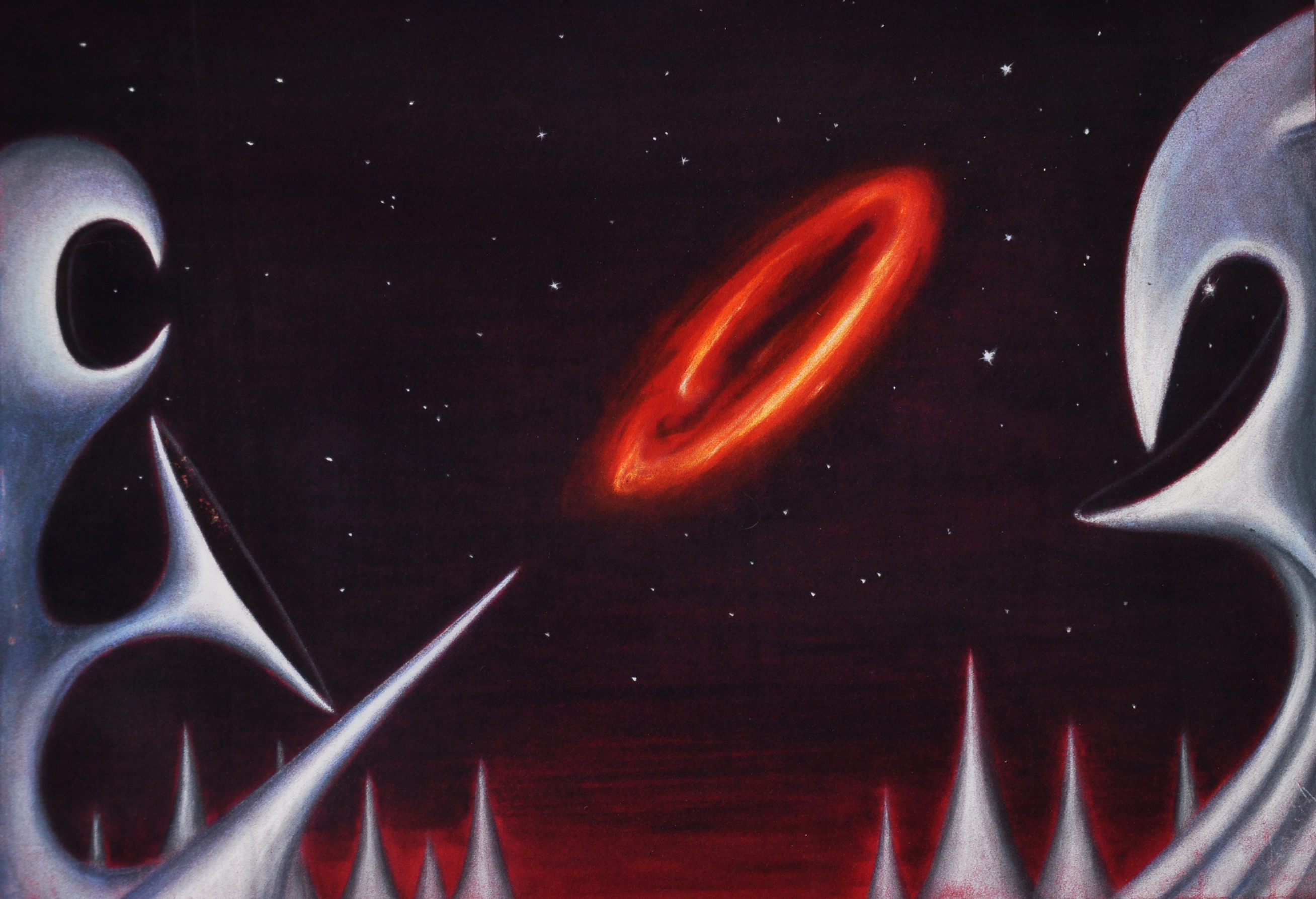
Mimo galaxie
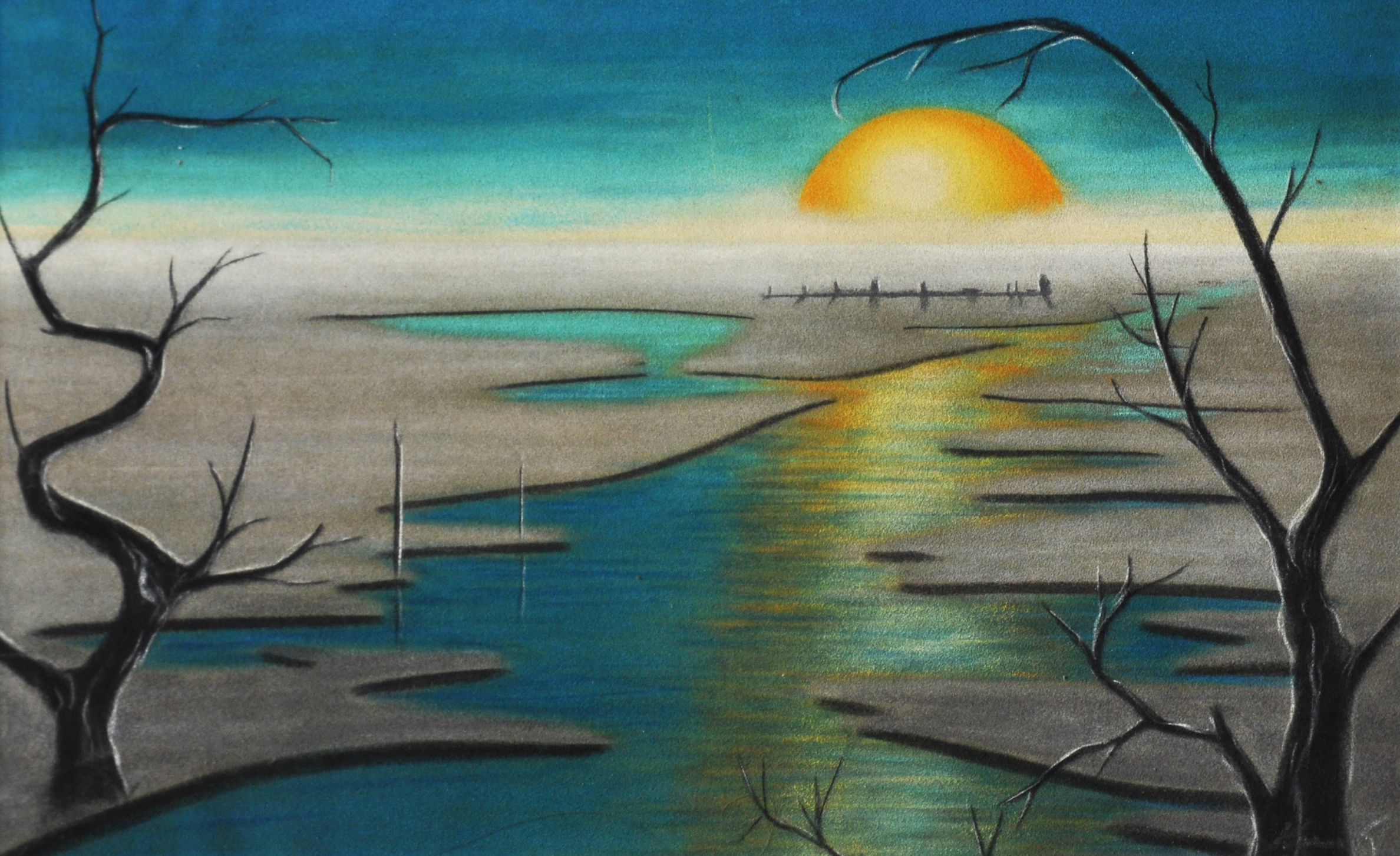
Apokalypsa